# 森由己雄
森 由己雄（もり ゆきお、1892年（明治25年）9月24日 ‐ 1955年（昭和30年）8月6日） は、大正から昭和期の弁護士、政治家。衆議院議員、宮崎県西諸県郡小林町長。由巳雄と表記される場合がある。

## 経歴
宮崎県西諸県郡小林村（小林町を経て現小林市）で、森長興の長男として生まれた。旧制宮崎中学校（現：宮崎県立宮崎大宮高等学校）、第七高等学校造士館を経て、1918年（大正7年）東京帝国大学法科大学法律学科（独法）を卒業。
司法官試補に任官し東京地方裁判所で勤務。1921年（大正10年）弁護士を開業した。宮崎市会議員、宮崎県会議員、小林町長に在任。その他、小林町農会長、同農業会長なども務めた。
1936（昭和11年）2月の第19回衆議院議員総選挙で宮崎県全県区から立憲政友会公認で立候補したが落選。戦後、1946（昭和21年）4月の第22回総選挙に宮崎県全県区から日向民主党公認で出馬して当選し、衆議院議員に1期在任した。この間、協同民主党常任中央委員、国民協同党中央常任委員などを務めた。
衆議院議員・閣僚を務めた小山長規は実弟。